# 信号空間ダイヤグラム
信号空間ダイヤグラム（しんごうくうかんダイヤグラム、英語: Constellation diagram）とは、デジタル変調によるデータ信号点を2次元の複素平面上に表現した図である。信号点配置図とも言われる。

## 概要
図の横軸は「実軸」又は「同相（in-phase, I）軸」、縦軸は「虚軸」又は「直角位相（quadrature, Q）軸」と呼ばれる。
図上にプロットされる点は信号点 (constellation points) と呼ばれる。各信号点はそれぞれ異なる符号ビット列を表す変調シンボル (modulation symbols) として扱われる。変調シンボルのセット（例えば下図のBPSK, 16QAMなど）は変調アルファベット (modulation alphabet) と呼ばれる。信号点の配置はコンスタレーション（英: constellation, 星座）と呼ばれる。
信号点同士の図上でのユークリッド距離を「信号点間距離」と呼ぶ。また、各シンボルに割り振られている符号同士のビット配列の違いの程度は「ハミング距離」（英: Hamming distance、信号距離）と呼ばれる。受信・復調後に行なわれる冗長信号からの誤り検出と誤り訂正処理における実効性を高めるには、信号空間ダイヤグラム上で隣接するシンボル同士のハミング距離はできる限り小さくなることが望ましい。そのため、各シンボルの符号ビット列は、通常はグレイコードなどを使用して割り振られる。
図の原点（両軸の0点）からの距離は信号波形の振幅を表し、原点を回転中心とした角度は信号波形の位相を表す。位相は実軸の正方向を0とする。信号波形の位相が θ rad 遅れると、信号点は原点を中心に左回りに θ rad 回転する。
位相偏移変調
- BPSK
- QPSK
- 8PSK
- π/4 shift QPSK

上図のBPSK, QPSK, 8PSK, π/4 shift QPSKではシンボルが原点を中心とした円の上に並んでおり、これらは位相偏移変調 (Phase-Shift Keying, PSK) と呼ばれる。その名が示す通り、PSKでは信号の振幅（原点からの距離）は変えずに位相（原点から見た角度）を変化させることでそれぞれ異なる符号を伝送する。例えばQPSKの図では、符号"01"の点は原点から見て"11"の点より90度左回り方向にある。90度 / 360度 = 1/4 なので、"01"の信号波形は"11"の信号波形よりも位相を1/4周期分遅らせることになる。
一つの信号波で送れる情報量は、信号点数が2点の場合は2状態=1ビット、4点なら4状態=2ビット、8点なら8状態=3ビットとなる。つまり、信号点数が多いほど一度に多くのデータを送れることになる。しかし、信号点が増えると信号点間距離は短くなり、あまりに信号点間距離が短いとわずかな信号点位置のずれ（つまりノイズの混入）によって隣の信号点との判別が難しくなる。

直角位相振幅変調 (16QAM)

位相変調だけで信号点を増やしていくと、一つの円上に全ての信号点が狭い距離でひしめきあう形になり、ノイズへの耐性が悪化する。そのため、位相変調に振幅変調も加えることで信号点間距離を確保し、より多くの信号状態を持たせた例が直角位相振幅変調（直交振幅変調、Quadrature amplitude modulation、QAM）である。この方式では、直角位相という名の通り位相が90度ずれた2つの波、すなわち余弦波（cos波）と正弦波（sin波）を使用する。各符号にはそれぞれcos波とsin波の振幅が割り当てられ、この2波を加えて信号波形を作る。通常、信号空間ダイヤグラム上ではcos波は横軸（実軸）方向の変調を担い、sin波は縦軸（虚軸）方向の変調を担う。図の16QAMを例にとれば、cos波に +3、+1、-1、-3 の4つの振幅状態を取らせて元信号の内の2ビット=4状態をそれぞれに割り振る。図上での横軸方向の位置がcos波の振幅である。同様に、sin波に +3、+1、-1、-3 の4つの振幅状態を取らせて元信号の内の2ビット=4状態をそれぞれに割り振る。図上での縦軸方向の位置がsin波の振幅である。これら縦横4つずつで4×4=16の状態が得られるので、16状態=4ビットの情報が1つの信号波で送れることになる。